# Акбаров, Нияз Ильдусович
Нияз Ильдусович Акбаров (16 марта 1969, Казань, Татарская АССР, РСФСР, СССР) — советский и российский футболист, полузащитник.

## Биография
Карьеру профессионального футболиста начал в 1987 году в клубе «Турбина» из Брежнева. Выступал в первой и второй лиге союзного и российского первенств, помимо «Турбины», также за казанский «Рубин», куйбышевские ШВСМ-СКА и «Крылья Советов», винницкую «Ниву», «КАМАЗ», нижнекамский «Нефтехимик», «Носту» и «Балаково».
В 2005—2012 годах работал директором центра подготовки футболистов ФК «КАМАЗ». С января 2012 года — руководитель центра подготовки молодых футболистов ФК «Рубин» (Казань).
В июле 2012 формально стал главным тренером «Спартака» из Йошкар-Олы. Александр Ненашкин вывел «Спартак» во второй дивизион, но не имел обязательной для него лицензии категории «Б», пока он не получил необходимую категорию его должность занял Акбаров. Затем вернулся в «Рубин» и был назначен на должность руководителя программы развития молодежного футбола Центра подготовки молодых футболистов «Рубин», а также старшим тренером юношеских и молодёжных команд. После ухода из «Рубина» был начальником департамента детско-юношеского футбола в ДЮСШ «Урал» (Екатеринбург).
С 2021 года — директор академии ФК «Химки».

## Семья
Старший брат Эдуард — футболист, играл вместе с Ниязом в винницкой «Ниве».